# 江洲瑶族乡
江洲瑶族乡是中华人民共和国广西壮族自治区河池市凤山县下辖的一个民族乡。

## 行政区划
江洲瑶族乡下辖以下村级行政区划单位：
江洲村、巴标村、凤平村、维新村、相圩村、弄旁村和陇善村。